# Borger, Texas
Borger là một thành phố thuộc quận Hutchinson, tiểu bang Texas, Hoa Kỳ. Năm 2010, dân số của xã này là 13251 người.

## Dân số
- Dân số năm 2000: 14302 người.
- Dân số năm 2010: 13251 người.